# Arupaia friedenreichi
Arupaia friedenreichi är en skalbaggsart som beskrevs av Edgar von Harold 1870. Arupaia friedenreichi ingår i släktet Arupaia och familjen Aphodiidae. Inga underarter finns listade.